# José Bosingwa
José Bosingwa da Silva (* 24. August 1982 in Mbandaka, Zaire, heute Demokratische Republik Kongo) ist ein ehemaliger portugiesischer Fußballspieler.

## Karriere

### Vereine
Aus der Jugend von Boavista Porto hervorgegangen, spielte Bosingwa mit 18 Jahren für den Zweitligisten SC Freamunde, kam elf Mal zum Einsatz und verließ den Verein zum Ende der Saison, da dieser in die 3. Liga abstieg. Bosingwa wechselte 2001 zum amtierenden Meister Boavista Porto und wurde mit ihm in der Folgesaison Zweiter der Meisterschaft. Nach einer weiteren Spielzeit und insgesamt 40 Ligaspielen wechselte er 2003 zum Ligakonkurrenten FC Porto, mit dem er seine erste Meisterschaft gewann und in der Folgezeit noch drei weitere hinzufügen konnte. Darüber hinaus gewann er den Weltpokal, die Champions League, den nationalen Vereinspokal und zweimal den nationalen Supercup. 
2008 verpflichtete ihn der englische Erstligist FC Chelsea, mit dem Bosingwa am Ende seiner ersten Saison zwei Titel gewann. Sein Debüt gab er am 17. August 2008 (1. Spieltag) beim 4:0-Sieg im Heimspiel gegen den FC Portsmouth; sein erstes Tor erzielte er am 27. September 2008 (6. Spieltag) beim 2:0-Sieg im Auswärtsspiel gegen Stoke City.
Nach Auslaufen seines Vertrages verließ er den FC Chelsea zum 1. Juli 2012 und wechselte zu den Queens Park Rangers, bei denen er einen Dreijahresvertrag bis zum 30. Juni 2015 unterzeichnete.
Bosingwa wechselte zur Saison 2013/14 in die Türkei zu Trabzonspor.

### Nationalmannschaft
2003 gab er sein Debüt in der U-21-Nationalmannschaft, für die er bis 2004 18 Mal zum Einsatz kam. Sein Debüt in der A-Nationalmannschaft gab er am 2. Juni 2007 in Brüssel beim 2:1-Sieg im EM-Qualifikationsspiel gegen Belgien.

## Erfolge
- Champions-League-Sieger: 2004, 2012
- Weltpokalsieger: 2004
- Portugiesischer Meister: 2004, 2006, 2007, 2008
- Portugiesischer Pokalsieger: 2006
- Portugiesischer Supercupsieger: 2004, 2006
- Englischer Meister: 2010
- Englischer Pokalsieger: 2009, 2010, 2012
- Englischer Supercupsieger: 2009

## Auszeichnungen
- Wahl ins UEFA-All-Star-Team 2008